# Jules Méline
Jules Méline (20 de mayo de 1838 - 21 de diciembre de 1925) fue un político francés. Ocupó el cargo de primer ministro de Francia, entre el 29 de abril de 1896 al 28 de junio de 1898.